# Federación de Asociaciones para la Defensa de la Sanidad Pública
La Federación de Asociaciones para la Defensa de la Sanidad Pública (FADSP) es una organización sin ánimo de lucro que reúne a profesionales de la sanidad de todas las categorías y titulaciones y que tiene como finalidades la defensa de una sanidad pública de acceso universal, de calidad, eficaz y eficiente. Se fundó en España en 1981, inicialmente como Asociación para la Defensa de la Sanidad Pública, transformándose en Federación en 1982. 
Es una organización apartidista, aunque no neutral, ya que se declara a favor de un sistema sanitario público, universal y redistributivo, que garantice el acceso a una atención de salud de calidad en condiciones de igualdad. Considera necesario para conseguir este objetivo que el sistema funcione con la mayor eficiencia posible y que cuente con la participación activa de toda la población y de los profesionales sanitarios. En esta asociación se integran profesionales de diferentes ideológicas, integrantes de diferentes partidos, sindicatos o sin adscripción. 
La FADSP está formada por diferentes organizaciones autonómicas de todo el territorio nacional, dirigida por una Junta Federal y una Comisión Técnica, de funcionamiento democrático. Está declarada de utilidad pública.
Su ámbito de actuación es fundamentalmente el territorio español pero también tiene vínculos y participa activamente en foros y encuentros europeos e internacionales. Es miembro activo de la Asociación Internacional de Política de la Salud (IAHP, en inglés).
Para conseguir sus fines desarrolla diversas actividades:
- Publicaciones: 
  - Revista bimensual (Salud 2000).
  - Línea editorial con libros sobre temas de interés general en la sanidad y la salud, el último de ellos sobre Globalización y Salud en 2005.
  - Folletos sobre temas concretos : atención primaria, hospitales, participación comunitaria, fórmulas de privatización de la sanidad (iniciativa de financiación privada, etc).
- Realización de Jornadas, encuentros, seminarios sobre problemática relacionada con la salud a nivel nacional e internacional.
- Participación en formación de profesionales de la salud autónomamente o en colaboración con diversas universidades.
- Elaboración de estudios sobre los problemas del sistema sanitario público y de propuestas para su mejora.

La sede de la FADSP está en Madrid.